# 加利福尼亞州第八國會選區
加利福尼亞州第八國會選區（英語：California's 8th congressional district）覆蓋旧金山大部分地方—西南角的日落區與聖弗朗西斯·伍德除外。1992年前為第五區。
該區是民主黨的根據地。自1987年起，南希·佩洛西為該選區聯邦眾議員，直至2013年選區重劃為止。該區現任眾議員為民主黨的約翰·加拉門迪。

## 選區議員列表
| 代表 (駐地)                         | 政黨   | 國會                         | 年                                                                              | 選舉歷史 | 區域位置 |
| ----------------------------------- | ------ | ---------------------------- | ------------------------------------------------------------------------------- | --- | --- |
| 選區成立於1903年3月4日              |        |                              |                                                                                 | | |
| 米爾頓·J· 丹尼爾斯 (河邊河邊市)     | 共和黨 | 1903年3月4日 – 1905年3月3日  | 第58屆                                                                          | 1902年當選。 退休。 | 1903–1913 帝國縣、因約縣、克恩縣、橙縣、 河邊縣、聖貝納迪諾縣、聖地牙哥縣、 聖路易斯-奧比斯保縣、聖塔芭芭拉縣、 圖萊里縣和文圖拉縣 |
| 西爾維斯特·斯·史密斯 (貝克斯菲爾德) | 共和黨 | 1905年3月4日 – 1913年1月26日 | 第59屆 第60屆 第61屆 第62屆                                                     | 1904年當選。 1906年當選連任。 1908年當選連任。 1910年當選連任。 去世。 | 1903–1913 帝國縣、因約縣、克恩縣、橙縣、 河邊縣、聖貝納迪諾縣、聖地牙哥縣、 聖路易斯-奧比斯保縣、聖塔芭芭拉縣、 圖萊里縣和文圖拉縣 |
| 空缺                                | 空缺   | 1913年1月27日 – 1913年3月3日 | 第62屆                                                                          | | 1903–1913 帝國縣、因約縣、克恩縣、橙縣、 河邊縣、聖貝納迪諾縣、聖地牙哥縣、 聖路易斯-奧比斯保縣、聖塔芭芭拉縣、 圖萊里縣和文圖拉縣 |
| 埃弗里斯·A·海耶斯 (聖何西)          | 共和黨 | 1913年3月4日 – 1919年3月3日  | 第63屆 第64屆 第65屆                                                            | 自第5國會選區重劃而成並於 1912年當選連任。 1914年當選連任。 1916年當選連任。 競選連任失利。 | 1913–1933 蒙特利縣、聖貝尼托縣、 聖路易斯-奧比斯保縣、聖馬刁縣、 聖塔芭芭拉縣、聖克拉拉縣、 聖克魯斯縣和文圖拉縣                   |
| 休·S·赫斯曼 (吉爾羅伊)              | 民主黨 | 1919年3月4日 – 1921年3月3日  | 第66屆                                                                          | 1918年當選。 競選連任失利。 | 1913–1933 蒙特利縣、聖貝尼托縣、 聖路易斯-奧比斯保縣、聖馬刁縣、 聖塔芭芭拉縣、聖克拉拉縣、 聖克魯斯縣和文圖拉縣                   |
| 亞瑟·M·弗里 (聖何西)                | 共和黨 | 1921年3月4日 – 1933年3月3日  | 第67屆 第68屆 第69屆 第70屆 第71屆 第72屆                                       | 1920年當選。 1922年當選連任。 1924年當選連任。 1926年當選連任。 1928年當選連任。 1930年當選連任。 競選連任失利。 | 1913–1933 蒙特利縣、聖貝尼托縣、 聖路易斯-奧比斯保縣、聖馬刁縣、 聖塔芭芭拉縣、聖克拉拉縣、 聖克魯斯縣和文圖拉縣                   |
| 約翰·J·麥格拉斯 (聖馬刁)            | 民主黨 | 1933年3月4日 – 1939年1月3日  | 第73屆 第74屆 第75屆                                                            | 1932年當選。 1934年當選連任。 1936年當選連任。 競選連任失利。 | 1933–1943 蒙特利縣、聖貝尼託縣、聖馬刁縣、 聖克拉拉縣和聖克魯斯縣                                                                  |
| 傑克·Z·安德森 (聖何西)              | 共和黨 | 1939年1月3日 – 1953年1月3日  | 第76屆 第77屆 第78屆 第79屆 第80屆 第81屆 第82屆                                | 1938年當選。 1940年當選連任。 1942年當選連任。 1944年當選連任。 1946年當選連任。 1948年當選連任。 1950年當選連任。 退休。                                                                                                | 1933–1943 蒙特利縣、聖貝尼託縣、聖馬刁縣、 聖克拉拉縣和聖克魯斯縣                                                                  |
| 傑克·Z·安德森 (聖何西)              | 共和黨 | 1939年1月3日 – 1953年1月3日  | 第76屆 第77屆 第78屆 第79屆 第80屆 第81屆 第82屆                                | 1938年當選。 1940年當選連任。 1942年當選連任。 1944年當選連任。 1946年當選連任。 1948年當選連任。 1950年當選連任。 退休。                                                                                                | 1943–1953 聖貝尼託縣、聖馬刁縣、 聖克拉拉縣和聖克魯斯縣                                                                            |
| 喬治·P·米勒 (阿拉米達)              | 民主黨 | 1953年1月3日 – 1973年1月3日  | 第83屆 第84屆 第85屆 第86屆 第87屆 第88屆 第89屆 第90屆 第91屆 第92屆           | 自第6國會選區重劃而成並於 1952年當選連任。 1954年當選連任。 1956年當選連任。 1958年當選連任。 1960年當選連任。 1962年當選連任。 1964年當選連任。 1966年當選連任。 1968年當選連任。 1970年當選連任。 失去再度提名。       | 1953–1975 阿拉米達縣郊外的奧克蘭                                                                                                   |
| 皮特·史塔克 (丹維爾)                | 民主黨 | 1973年1月3日 – 1975年1月3日  | 第93屆                                                                          | 1972年當選。 重劃至第9國會選區。 | 1953–1975 阿拉米達縣郊外的奧克蘭                                                                                                   |
| 羅恩·戴勒姆斯 (柏克萊)              | 民主黨 | 1975年1月3日 – 1993年1月3日  | 第94屆 第95屆 第96屆 第97屆 第98屆 第99屆 第100屆 第101屆 第102屆               | 自第7國會選區重劃而成並於 1974年當選連任。 1976年當選連任。 1978年當選連任。 1980年當選連任。 1982年當選連任。 1984年當選連任。 1986年當選連任。 1988年當選連任。 1990年當選連任。 重劃至第9國會選區。                   | 1975–1983 阿拉米達縣 (奧克蘭]) |
| 羅恩·戴勒姆斯 (柏克萊)              | 民主黨 | 1975年1月3日 – 1993年1月3日  | 第94屆 第95屆 第96屆 第97屆 第98屆 第99屆 第100屆 第101屆 第102屆               | 自第7國會選區重劃而成並於 1974年當選連任。 1976年當選連任。 1978年當選連任。 1980年當選連任。 1982年當選連任。 1984年當選連任。 1986年當選連任。 1988年當選連任。 1990年當選連任。 重劃至第9國會選區。                   | 1983–1993 阿拉米達縣 (奧克蘭)和康特拉科斯塔縣西南部                                                                                |
| 南希·佩洛西 (舊金山)                | 民主黨 | 1993年1月3日 – 2013年1月3日  | 第103屆 第104屆 第105屆 第106屆 第107屆 第108屆 第109屆 第110屆 第111屆 第112屆 | 自第5國會選區重劃而成並於 1992年當選連任。 1994年當選連任。 1996年當選連任。 1998年當選連任。 2000年當選連任。 2002年當選連任。 2004年當選連任。 2006年當選連任。 2008年當選連任。 2010年當選連任。 重劃至第12國會選區。 | 1993–2003 舊金山大部分地區 |
| 南希·佩洛西 (舊金山)                | 民主黨 | 1993年1月3日 – 2013年1月3日  | 第103屆 第104屆 第105屆 第106屆 第107屆 第108屆 第109屆 第110屆 第111屆 第112屆 | 自第5國會選區重劃而成並於 1992年當選連任。 1994年當選連任。 1996年當選連任。 1998年當選連任。 2000年當選連任。 2002年當選連任。 2004年當選連任。 2006年當選連任。 2008年當選連任。 2010年當選連任。 重劃至第12國會選區。 | 2003–2013: 舊金山大部分地區 |
| 保羅·庫克 (亞卡瓦利)                | 共和黨 | 2013年1月3日 – 2020年12月7日 | 第113屆 第114屆 第115屆 第116屆                                                 | 2012年當選。 2014年當選連任。 20l6年當選連任。 2018年當選連任。 當選聖貝納迪諾縣監事會成員後辭職。 | 2013–2023 因約縣、莫諾縣和舊金山大部分地區                                                                                         |
| 空缺                                | 空缺   | 2020年12月7日 – 2021年1月3日 | 第116屆                                                                         | | 2013–2023 因約縣、莫諾縣和舊金山大部分地區                                                                                         |
| 傑伊·奧伯諾特 (大熊湖)              | 共和黨 | 2021年1月3日 – 2023年1月3日  | 第117屆                                                                         | 2020年當選。 重劃至第23國會選區。 | 2013–2023 因約縣、莫諾縣和舊金山大部分地區                                                                                         |
| 約翰·加拉門迪 (沃爾納特格羅夫)      | 民主黨 | 2023年1月3日 – 現在          | 第118屆 第119屆                                                                 | Redistricted from the 第3國會選區 and 2023年當選連任。 2024年當選連任。 | 2023–現在 康特拉科斯塔縣和索拉諾縣部分地區                                                                                         |

## 選舉結果

### 2022
| 党派 | 党派               | 候选人               | 得票数  | 百分比 |
| ---- | ------------------ | -------------------- | ------- | ------ |
|      | 民主党             | 約翰·加拉門迪 (時任) | 145,501 | 75.7   |
|      | 共和党             | 魯迪·雷西爾          | 46,634  | 24.3   |
| 合计 | 合计               | 合计                 |         | 100    |
|      | 民主党保持既有席位 |                      |         |        |

### 2024
| 党派 | 党派               | 候选人               | 得票数  | 百分比 |
| ---- | ------------------ | -------------------- | ------- | ------ |
|      | 民主党             | 約翰·加拉門迪 (時任) | 201,962 | 74.0   |
|      | 共和党             | 魯迪·雷塞爾          | 71,068  | 26.0   |
| 合计 | 合计               | 合计                 | 273,030 | 100    |
|      | 民主党保持既有席位 |                      |         |        |